# SN 2006ox
SN 2006ox – supernowa odkryta 26 listopada 2006 roku w galaktyce NGC 6769. W momencie odkrycia miała maksymalną jasność 15,30m.